# ミケーレ・ヴィセンティン
ミケーレ・ヴィセンティン（Michele Visentin、1991年12月13日 - ）は、イタリアのラグビーユニオン選手。

## プロフィール
- イタリア・パエーゼ出身[1]。
- 現役時代のポジションはウィング(WTB)。
- 身長 185cm、体重 89kg
- U20イタリア代表に選ばれたことがある。
- イタリア代表通算キャップ数は1でワールドカップ2015のイタリア代表に選ばれた[2]。

## 略歴
カルヴィザーノ、ゼブレ、モグリアーノを経て、2018年、パエーゼに加入。